# Pêche sélective
Pour les articles homonymes, voir Pêche.
La pêche sélective, en mer, estuaires ou en eaux douces est une forme de pêche visant à ne pêcher que certaines espèces (dites « espèces-cibles ») ou des poissons ou crustacés d'un certain âge et/ou d'une certaine taille, dans un but économique (exploiter une espèce au moment où elle a le plus de valeur commerciale), pour répondre à une réglementation spécifique et/ou pour des enjeux de gestion durable des ressources naturelles.
Il s'agit aussi parfois de limiter les prises accessoires sans valeur commerciale, ou la capture accidentelle de mammifères (petits cétacés notamment) dans les filets de pêche.
La sélectivité d'une pêche ne garantit pas qu'elle soit respectueuse de l'espèce-cible ni de l'environnement. Ainsi, la pêche du calmar à la lampe (forme industrielle de pêche au lamparo) (pratiquée industriellement au Japon) a contribué à la régression de cette espèce, et peut-être aux pullulations de méduses rencontrées dans cette région du monde. En Europe, le braconnage de la civelle peut être sélectif, mais a fortement contribué à la régression globale et rapide (et à la disparition  sur une grande partie de leur aire naturelle de disparition) de l'anguille européenne.
Une pêche sélective mais trop intensive a aussi des conséquences sur les structures démographiques des populations symbiotes, prédatrices, prédatées ou connexes du réseau trophique de l'espèce-cible, ce qui peut à moyen ou long terme conduire à une modification structurelle importante des écosystèmes et à la régression ou disparition de certaines espèces (cibles, ou non-cibles mais indirectement affectées).

## Méthodes
L'usage de matériels particuliers (casier, chalut, filet spéciaux, etc) plus adaptés à l'espèce-cible est le plus souvent recherché.
Le choix des sites et dates de pêche peut permettre d'être présent au moment où l'espèce-cible est fortement concentrées (mais il s'agit alors souvent de rassemblement de reproduction ou de migration, et pêcher l'espèce à ce moment peut à moyen ou long-terme la mettre en danger).
Des appâts spécifiques ou des dispositifs de concentration du poisson (DCP) sont aussi utilisés dans de nombreux pays (comme les récifs artificiels, les DCP ils attirent certains poissons qui restent ensuite à leur proximité).
>Les pêcheurs peuvent aussi utiliser des dispositifs effarouchant sélectivement certaines espèces (ex : des pingers produisant un bruit insupportable pour les marsouins afin que ces derniers ne se prennent pas dans les filets).

#### Pêche professionnelle
- Ifremer (Institut français de recherche pour l'exploitation de la mer)
- FAO, département des pêches
- Situation mondiale des pêches et de l’aquaculture résumé de GreenFacts du rapport scientifique de la FAO
- Direction générale de la pêche et des affaires maritimes
- Comité National des Pêches Maritimes et des Elevages Marins (CNPMEM)

Exemples de Guides de bonnes pratiques pêche/aquaculture
- Guide : International Principles for Responsible Shrimp Farming (2006) (en)

#### Pêche sportive ou de loisir
- Union Nationale pour la Pêche et la Protection du Milieu Aquatique
- Office national de l'eau et des milieux aquatiques, France

#### Histoire et Règlementation
- Ordonnance de Colbert de 1681